# 朱利安·斯图尔德
朱利安·海恩斯·斯图尔德（Julian Haynes Steward，1902年—1972年），美国人类学家，文化生态学理论与方法的创造者，文化变迁科学理论的创始人。在人类学界关于文化进化论的长期争论中，他以其多线进化论独树一帜，因此被视为新一代进化论的支持者，其影响也相当大。